# São Valentim (Rio Grande do Sul)
São Valentim é um município do estado brasileiro do Rio Grande do Sul.

## História
A história da ocupação humana das terras da região norte do Rio Grande do Sul, entre as quais se encontra o contemporâneo município de São Valentim, começa com a presença indígena de longa data dos Guainá, sendo os kaingang, povo indígena que ocupavam um território que se estendia do estado de São Paulo ao norte gaúcho, encontrados durante o processo de intensificação do contato com os brancos europeus e seus descendentes, durante os séculos XVIII e XIX.
Diante dessa pressão derivada desses contatos interétnicos, os povos indígenas Kaingang e Guarani acabaram se estabelecendo na faixa norte das atuais terras são-valentinenses, na área do Votouro.
A partir da segunda metade do século XIX, o Votouro e adjacências passou a receber migrantes da região de Nonoai, onde o Passo do Goio-En servia de passagem para os tropeiros de mulas que se deslocavam entre o rio Grande do Sul e a feira de Sorocaba em São Paulo. A região mais próxima de Erechim foi acessada através da região da Vila Ungre (Campinas do Sul) e Floresta (Barão de Cotegipe).
O estabelecimento do povoado de São Valentim no espaço que atualmente se localiza a sede municipal ocorreu a partir da consolidação de um assentamento populacional humano nestas terras por um conjunto de famílias de colonos portugueses e italianos.
Durante o início da década de 1920, as terras de São Valentim foram também palco daquilo que a elite gaúcha denominou de "Revolução de 1923", ou seja o conjunto de conflitos políticos de grupos oligárquicos gaúchos conhecidos como "chimangos" (liderados por Borges de Medeiros) e "maragatos"  (liderados por Assis Brasil).
Em 1920, foi construída a primeira capela católica dedicada a São Valentim. Em 1924, estabeleceu-se o primeiro estabelecimento de ensino, uma escola particular subvencionada pelo município de Erechim, que teve como primeira e única professora, a normalista Marieta Padoin.
Em 1930, chega às terras de São Valentim o médico Salim Farret, que se tornou o primeiro profissional médico a atuar na localidade.
Em 1931, o povoado de São Valentim se tornou o 10º Distrito do município de Erechim, tendo sido nomeado o cidadão Márcio de Oliveira como primeiro sub-prefeito.
Em 13 de fevereiro de 1944, a Igreja Católica criou a paróquia de São Valentim. A Diocese de Erechim indicou o padre Estevão Maurício Wonsowski para atuar como o seu primeiro vigário.
Após uma mobilização política local bem sucedida, São Valentim conseguiu sua emancipação política do Município de Erechim, por meio da Lei Estadual nº 3.724, de 17 de fevereiro de 1959. Este ente municipal foi instalado em 6 de junho com a posse de seu primeiro prefeito eleito, o médico Salim Farret.

## Geografia
O município de São Valentim está localizado na região Norte do Rio Grande do Sul, próximo de Erechim. Este município possui uma área territorial de 154,450 km².
A população municipal de São Valentim é contabilizada em 3.264 habitantes, de acordo com o Censo do IBGE de 2022. Quanto à sua densidade demográfica, ela seria de 21,13 habitantes por km² e uma média de 2,58 moradores por residência.
Em relação à população alfabetizada deste município, segundo os dados do IBGE de 2010, esta totalizaria 3.172 pessoas.

## Organização Político-Administrativa
Sendo um município do Brasil, São Valentim é administrada por dois poderes, o executivo e o legislativo, independentes e harmônicos entre si. O primeiro é representado pelo prefeito, auxiliado pelo seu gabinete de secretários e eleito pelo voto popular para um mandato de quatro anos, sendo permitida uma única reeleição para mais um mandato consecutivo, enquanto que o segundo é representado pela Câmara Municipal de São Valentim, órgão colegiado de representação dos munícipes que é composto por 9 vereadores também eleitos por sufrágio universal, em razão de sua população ser inferior à 15 mil habitantes.
As atuais autoridades que ocupam cargos da organização político-administrativa de São Valentim são as seguintes (data: 20 de novembro de 2024):
- Prefeito: Claudimir Paniz - MDB (2021/2024)[13]
- Vice-prefeito: Flavio Beal - PSB (2021/2024)[13]
- Presidente da Câmara: Jandir Antônio Meneghetti - MDB (2023/-)[14]

## Economia
O produto interno bruto (PIB) per capita neste município em 2016 foi de R$ 26.185,65. Nas áreas rurais, o rendimento nominal médio mensal per capita, por domicílios, totalizou R$ 998,00, enquanto na zona urbana esta renda foi de R$ 2.000,00.
Destaque-se que uma parcela predominante do PIB de São Valentim decorre de atividades agrícolas, com destaque para as culturas do milho, soja e trigo, da pecuária, da suinocultura, da avicultura e da bovinocultura leiteira. Além dessas atividades econômicas primárias, o comércio e os setores de prestação de serviços também contribuem de modo significativo para a composição do PIB local.